# Maurice Bouilloux-Lafont
Maurice Bouilloux-Lafont (n. La Ferté-Alais, Essonne; 10 de abril de 1875-Barcelonnette, Provenza-Alpes-Costa Azul; 29 de julio de 1937) fue un político y banquero francés.
Entre los años 1932 y 1937 fue nombrado primer ministro de Mónaco.

## Biografía
Nacido en la comuna francesa de La Ferté-Alais en el año 1875. Su familia poseía un banco del que él era miembro, trabajando en la gestión del banco teniendo como socio y colaborador a su hermano el banquero y empresario, Marcel Bouilloux-Lafont. 
Durante esta época contrajo matrimonio con una de las herederas de la famosa familia francesa de Quimper, que tras casarse se trasladó a Bénodet iniciando allí su carrera política donde se convirtió en el año 1912 en alcalde de la población, sucediendo al anterior alcalde Sautejeau Joseph y posteriormente fue sucedido por el nuevo alcalde Yvonnou Jean-Louis. Durante su mandato propuso la construcción de un complejo turístico. También fue consejero general del Cantón de Concarneau en el departamento de Finisterre hasta el año 1934, durante estos años fue miembro del departamento de Finisterre en los militando en la Alianza Democrática y después en el grupo de la Izquierda Radical de Francia entre los años 1914 y 1932 donde fue también nombrado desde el año 1917 como Secretario de la cámara parlamentaria del departamento francés y entre 1924 y 1930 fue el vicepresidente.
Posteriormente salió elegido por Partido Independiente en el mes de junio de 1932 como nuevo Ministro de Estado de Mónaco durante el gobierno del príncipe Luis II de Mónaco, donde sucedió al anterior ministro de estado Henry Mauran, hasta seis años después en junio de 1937 que fue sucedido en cargo por consecutiva vez Henry Mauran.
Maurice Bouilloux, se trasladó a vivir a localidad de Barcelonnette en Provenza-Alpes-Costa Azul, que fue allí donde falleció el día 29 de julio de 1937.